# De zwaardbroeders
De zwaardbroeders is een stripverhaal uit de reeks van De Rode Ridder. Het is geschreven door Martin Lodewijk en getekend door Claus Scholz. De eerste albumuitgave was in 2008.

## Het verhaal
Op zoek naar Rupert van Hanau, de zoon van de gesneuvelde Rudgar, rijdt Johan samen met Magiste door Lijfland. Onderweg passeert hij een gekruisigde man die een lid van de Teutoonse Orde blijkt te zijn. Hij neemt het lichaam mee naar de commanderij waar de luitenant van dienst hem vertelt dat Rupert zich niet onder hen bevindt maar in het hoofdkwartier te Saaremaa. Daar aangekomen verneemt Johan dat Rupert zich meer in het noorden bevindt. Hij krijgt een gids mee en gaat op weg. De gids blijkt een respectloze man te zijn die geen gelegenheid onbenut laat om de plaatselijke bevolking te schofferen. Hij betaalt dit dan ook met zijn leven.
Aangekomen in het fort vertelt de kapitein dat Rupert is overgelopen naar de bende van een druïda. Hij overleeft een aanslag maar Magiste wordt ontvoerd. Johan start meteen de zoektocht en zo redt hij het leven van Mikkaa, een jongen wiens ouders vermoord werden door de bende en die nu als gids van de Rode Ridder zal fungeren. Zij vinden Rupert maar deze is in de ban van de dienares van Taarapita. Johan wordt samen met Magiste gevangengezet en er worden voorbereidingen getrokken om hen ritueel te offeren.
Op het moment dat de offering moet plaatsvinden, stormt een groep zwaarbewapende Zwaardbroeders het offerveld op en in een harde strijd wordt de bende verslagen. Rupert en zijn geliefde vinden hier de dood.